# Bessa parallela
Bessa parallela är en tvåvingeart som först beskrevs av Johann Wilhelm Meigen 1824.  Bessa parallela ingår i släktet Bessa och familjen parasitflugor. Arten är reproducerande i Sverige. Inga underarter finns listade i Catalogue of Life.